# Farsogaleruca
Farsogaleruca is een geslacht van kevers uit de familie bladkevers (Chrysomelidae).
De wetenschappelijke naam van het geslacht werd in 1981 gepubliceerd door Lopatin.

## Soorten
- Farsogaleruca inseparabilis Lopatin, 1981
- Farsogaleruca rufina Lopatin, 1981